# Солнечные деньки
«Солнечные деньки» (англ. «Sunshine Days») — восемнадцатый и предпоследний эпизод девятого сезона американского научно-фантастического телесериала «Секретные материалы», и 200-й эпизод во всём сериале. Премьера состоялась 12 мая 2002 года на телеканале FOX. Сценаристом и режиссёром эпизода стал исполнительный продюсер Винс Гиллиган. Эпизод принадлежит к типу «монстр недели» и никак не связан с основной «мифологией сериала», заданной в первой серии. Это последний эпизод такого типа в сериале.
В США серия получила рейтинг домохозяйств Нильсена, равный 6,2, который означает, что в день выхода серию посмотрели 10.4 миллионов человек.
Главные герои сериала — агенты ФБР, расследующие сложно поддающиеся научному объяснению преступления, называемые Секретными материалами. Сезон концентрируется на расследованиях агентов Даны Скалли (Джиллиан Андерсон), Джона Доггетта (Роберт Патрик) и Моники Рейс (Аннабет Гиш), а также помощнике директора ФБР Уолтере Скиннере (Митч Пиледжи).

## Сюжет
Доггетт, Рейс, Скалли и Скиннер расследуют странное убийство, где главный подозреваемый одержим сериалом «Семейка Брейди». Несмотря на различные подходы к расследованию и к самому сериалу, все вскоре понимают, что телекинетические способности этого человека — неопровержимое доказательство для Секретных материалов.